# Франсия (станция метро)
«Франсия» (исп. Francia) — станция метрополитена Вальпараисо. Расположена на первой линии между станциями «Бельявиста» и «Барон».
Открыта 23 ноября 2005 года в составе первого пускового участка метро «Пуэрто» — «Лимаче» (в предварительном режиме 19 ноября 2005 года в составе участка «Пуэрто» — «Рекрео»).